# Enilkonazol
Enilkonazol, imazalil – organiczny związek chemiczny, substancja aktywna środków ochrony roślin (fungicydów) oraz środków wykorzystywanych do pozbiorczego zabezpieczania owoców. Stosowany także w weterynarii jako środek przeciwgrzybiczy do stosowania miejscowego.